# Regina (鉄道車両)
Reginaとは、ボンバルディア・トランスポーテーション（旧アドトランツ）が製造したスウェーデンの電車である。X50、X51、X52、X53、X54の形式が与えられており、現在は主にSJ AB（スウェーデン鉄道）や各地域の多くの鉄道事業者により運行されている。2両または3両の編成を組み、1編成の編成長は54m - 80mで165席 - 294席の輸送力を有している。中華人民共和国で運行されている高速鉄道車両CRH1（和諧号）のベースになった車両でもある。
最高速度はそれぞれの形式で、概ね180km/h - 200km/hとなっている。グリーントレインプロジェクト(Gröna tåget)と呼ばれる鉄道高速化計画の一部で、2007年7月18日に282km/hのスウェーデンでの鉄道最高速度を記録している。計画では営業運転で250km/hの最高速度を目指している。
現在のReginaの各編成は地域輸送に供されているが、SJ ABはヨーテボリ・マルメ、ストックホルム・カールスタード/ファールン間等の、現在X2000で運行されているインターシティー用として新規にX55を20編成導入すると発表している。

## 運行事業者
- SJ AB
- Skånetrafiken
- Trafik i Mälardalen
- Tåg i Bergslagen
- Upplands Lokaltrafik
- Veolia Transport
- X-Trafik
- Västtrafik
- Värmlandstrafik
- Veolia Transport
- Gröna tåget